# Apache Lucene
Apache Lucene é uma biblioteca para motores de busca desenvolvida em Java sob uma licença de código livre, originalmente criada por Doug Cutting e mantida pela Apache Software Foundation. A Lucene é amplamente utilizada como a base para motores de busca.
A Lucene foi adaptada para outras linguagens como Object Pascal, Perl, C#, C++, Python, Ruby and PHP.